# Д’Амур, Николас
Николас Д'Амур (англ. Nicholas D'Amour; род. 4 сентября 2001, Сент-Томас, Американские Виргинские Острова) — лучник с Американских Виргинских островов, специализирующийся в стрельбе из олимпийского лука. Участник чемпионата мира и Олимпийских игр, призёр этапа Кубка мира.

## Биография
Николас Д'Амур родился 4 сентября 2001 года.
Учился в Университете Виргинских островов в Сент-Томасе.

## Карьера
В 2018 году принял участие на этапе Кубка мира в Берлине, но занял лишь 130-е место. В том же году выступил на Панамериканском чемпионате. Завершил соревнования в миксте на стадии 1/8 финала, а в личном турнире проиграл на стадии 1/32 финала.
В 2019 году выступил на молодёжном чемпионате мира в Мадриде, где добрался до 1/32 финала. В том же году в июне выступил на взрослом чемпионате мира, став 124-м в личном турнире, 55-м в мужской команде и 57-м в миксте.
В 2021 году выступил на Панамериканском чемпионате в Монтеррее. В индивидуальном первенстве добрался до четвертьфинала, став в итоге седьмым, а в миксте повторил результат двухлетней давности, остановившись на стадии 1/8 финала. На этапах Кубка мира в Гватемале и Париже дошёл до четвертьфиналов, заняв итоговые шестое и пятое места, соответственно. На этапе в Лозанне стал бронзовым призёром в индивидуальном первенстве. Также он принял участие в миксте в Париже, где стал 34-м.
Принял участие на Олимпийских играх 2020 года в Токио, перенесённых на один год из-за пандемии коронавируса. В первом раунде индивидуального турнира встретился с австралийцем Райаном Тайаком, и после пяти сетов в поединке счёт был равным. В решающей перестрелке точнее оказался австралийский лучник.